# Bébé court après sa montre
Pour plus de détails, voir Fiche technique et Distribution.
Bébé court après sa montre est un film muet français réalisé par Louis Feuillade et sorti en 1911.
Ce film fait partie de la série des Bébé.

## Fiche technique
- Titre : Bébé court après sa montre
- Réalisation : Louis Feuillade
- Scénario : Henry de Brisay
- Société de production : Société des Établissements L. Gaumont
- Pays d'origine :  France
- Langue : film muet avec les intertitres en français
- Format : Noir et blanc — 35 mm — 1,33:1 — Muet
- Métrage : 200 m
- Genre : Comédie
- Durée : 6 minutes 40
- Date de sortie : 
  - France : 26 mai 1911

## Distribution
- René Dary : Bébé (comme Clément Mary)
- Renée Carl : la mère